# Мергерітешть (Бузеу)
Мергерітешть, Мергерітешті (рум. Mărgăritești) — село у повіті Бузеу в Румунії. Адміністративний центр комуни Мергерітешть.
Село розташоване на відстані 124 км на північний схід від Бухареста, 31 км на північ від Бузеу, 93 км на захід від Галаца, 98 км на схід від Брашова.

## Населення
За даними перепису населення 2002 року у селі проживали 249 осіб, усі — румуни. Усі жителі села рідною мовою назвали румунську.